# 3672 Стіведберг
3672 Стіведберг (3672 Stevedberg) — астероїд головного поясу, відкритий 22 серпня 1985 року.
Тіссеранів параметр щодо Юпітера — 3,658.